# Muografia
La Muografia è una tecnica di acquisizione di immagini digitali che produce una immagine di un volume registrando il passaggio di particelle elementari chiamate muoni sia in maniera elettronica che chimica con materiali che sono sensibili a particelle cariche.
I raggi cosmici provenienti dallo spazio generano muoni nell'atmosfera terrestre come risultato di reazioni nucleari tra i raggi e i nuclei atomici atmosferisci. Milioni di muoni attraversano la Terra quotidianamente.
La muografia utilizza i muoni per tracciare il numero di muoni che attraversa il volume obiettivo per determinarela densità della struttura interna inaccessibile.
La tecnica della muografia è simile in principio alla radiografia ma capace di sondare oggetti molto più grandi.
Poiché i muoni hanno meno probabilità di interagire, fermarsi e decadere in materia a bassa densità rispetto alla materia ad alta densità, un numero maggiore di muoni viaggerà attraverso le regioni a bassa densità degli oggetti bersaglio rispetto alle regioni a più alta densità. Gli apparati registrano la traiettoria di ciascun evento per produrre un muogramma che visualizza la matrice dei numeri risultanti di muoni trasmessi dopo che hanno attraversato gli oggetti da un ettometro a un chilometro. La struttura interna dell'oggetto, ripreso in termini di densità, viene visualizzata convertendo i muogrammi in muografi.

## Storia
Il primo muogramma è stata una matrice di numeri di eventi di muoni prodotti nel 1970 dal fisico statunitense Luis Álvarez. Alvarez installò il suo apparato nella camera di Belzoni Chamber per cercare camere nascoste nella Piramide di Chefren.